# Jesus, o Brasil Te Adora
Jesus, o Brasil Te Adora é o décimo primeiro trabalho musical da cantora Eyshila, lançado em 24 de novembro de 2012 pela gravadora Central Gospel Music, sendo o primeiro da artista pelo selo. Produzida por Emerson Pinheiro, a obra reuniu canções pop e faixas temáticas com ritmos brasileiros e letras que remetem ao tema proposto no trabalho.
O encarte do disco foi produzido pela Quartel Design. A cantora optou por apresentar duas capas da obra para o público, que escolheria a melhor para se tornar o projeto gráfico de Jesus, o Brasil Te Adora.
Jesus, o Brasil Te Adora contou com várias participações especiais, nomeadamente de Jozyanne, Davi Sacer, Verônica Sacer e Pregador Luo, respectivamente nas faixas "Jesus", "Te Adoro" e "Todos os Povos Declarem". O álbum foi lançado em formato físico e digital, recebeu certificado de disco de ouro pela venda de 40 mil cópias, porém acredita-se que tenha ultrapassado a marca das 80 mil copias de acordo com as tiragens do trabalho.
Foram gravados vários clipes para divulgar o álbum: "Eu Corro Para Ti", "Jesus, o Brasil Quer Te Adorar", "Profetiza" e "Eu Me Arrependo", todos grandes destaques. Destas, a canção "Eu Me Arrependo" se sobressai com mais de 20 milhões de views no Youtube.

## Faixas
1. Jesus, o Brasil Quer Te Adorar (Eyshila)
2. Geração Que Dança (Matt Redman - Versão: Pr. Massao)
3. Profetiza (Eyshila)
4. Eu Me Arrependo (Eyshila)
5. Jesus (part. Jozyanne) (Nani Azevedo)
6. Jeová Rafá, Cura as Famílias (Eyshila)
7. Sonho Todo Dia (Eyshila)
8. Te Adoro (part. Davi Sacer e Verônica Sacer) (Davi Fernandes, Jill Viegas e Cris Fernandes)
9. Eu Corro Para Ti (Eyshila)
10. Amo Meu Povo (Emerson Pinheiro e Fernanda Brum)
11. Todos os Povos Declarem (part. Pregador Luo) (Pregador Luo)
12. Adoração (Eyshila)
13. Dancing Generation (Matt Redman)
14. Jesus, o Brasil Te Adora (Tony Ricardo)

## Clipes
| Música                         | Lançamento             |
| ------------------------------ | ---------------------- |
| Profetiza                      | 24 de novembro de 2012 |
| Eu Corro Pra Ti                | 24 de novembro de 2012 |
| Jesus, o Brasil Quer Te Adorar | 1 de dezembro de 2012  |
| Eu Me Arrependo                | 4 de maio de 2013      |

## Singles
- Jesus, o Brasil Quer Te Adorar
- Geração Que Dança
- Profetiza
- Eu Me Arrependo
- Jeová Rafá, Cura as Famílias
- Sonho Todo Dia
- Eu Corro Para Ti